# 埃尔塞罗
埃尔塞罗，是西班牙卡斯蒂利亚-莱昂萨拉曼卡省的一个市镇。 总面积26平方公里，总人口540人（2001年），人口密度21人/平方公里。